# Coppa di Svizzera 2016-2017 (pallavolo maschile)
La Coppa di Svizzera 2016-2017 si è svolta dall'8 settembre 2016 al 1º aprile 2017: al torneo hanno partecipato 90 squadre di club svizzere e la vittoria finale è andata per la quarta volta all'Amriswil.

## Regolamento
- Alla competizioni sono state ammesse tutte le squadre impegnate nei campionati di livello nazionale, ossia la Lega Nazionale A, Lega Nazionale B e 1. Lega, oltre che quelle impegnate nei campionati di livello regionale, ossia la 2. Lega,la 3. Lega e la 4. Lega.
- Tutti gli incontri si svolgono in gara unica, sempre in casa della formazione di categoria più bassa, ad eccezione della finale, giocata in campo neutro; nel caso in cui due formazioni provenissero dalla stessa categoria, si gioca in casa di quella col peggior piazzamento nella stagione precedente.
- Le squadre di livello provinciale scendono in campo fin dal primo turno, quelle provenienti dalla 1. Lega debuttano al secondo turno, quelle provenienti dalla Lega Nazionale B al quinto turno e quelle provenienti dalla Lega Nazionale A agli ottavi di finale.

## Squadre partecipanti
| - Aarburg/Zofingen - Aeschi - Allschwil - Amriswil - Andwil-Arnegg - Appenzell-Gonten - Arlesheim - Basel-Stadt - Buochs - Bütschwil - Chênois - Chur - Colombier - Cosmos - Courtételle - Delémont - Ebikon - Ecublens - Einsiedeln - Emmen-Nord - FC Lucerna - Fortuna Bürglen - Fully | - Gelterkinden - Goldach - Herren Oberwallis - Hochdorf Audacia - Jona - Kanti Baden - Kanti Limmattal - Klettgau - Kreuzlingen - La Chaux-de-Fonds - La Côte - Lancy - Langenthal - Laufenburg-Kaisten - Laufen - Los Unidos - Losanna - Losanna UC - Lunkhofen - Lutry-Lavaux - Malters - March - Münchenbuchsee | - Muristalden - Murten - Mutschellen - Muttenz - Näfels - Neuchâtel - Nidau - Oberdiessbach - Obwalden - Olten - OTA - Papiermühle - Pfäffikon - Rämi Zurigo - San Gallo - Schönenwerd - Servette - Seuzach - Sion - Smash Winterthur - Solothurn - Spada Academica | - Spiez - STB - Therwil - Thun - Top Lucerna - Tornado Adliswil - Traktor Basilea - Uni Berna - Untervaz - Uster - VC Lucerna - Volero Aarberg - Voléro Zurigo - Volleyliebefeld - Wetzikon - Wiedikon - Wil - Windisch - Wittenbach - Yverdon - Zug - Züri Unterland |

## Torneo

### Primo turno
| 8 settembre 2016 Schweikrüti, Gattikon Durata: - Spettatori:                 | OTA              | 2 - 3 | Bütschwil        | 26-28, 22-25, 25-20, 27-25, 8-15  |
| 13 settembre 2016 Kantonsschule Limmattal, Urdorf Durata: - Spettatori:      | Kanti Limmattal  | 2 - 3 | Seuzach          | 25-17, 25-16, 27-29, 11-25, 13-15 |
| 15 settembre 2016 MZH Hagenbuchen, Arlesheim Durata: - Spettatori:           | Arlesheim        | 3 - 2 | Fortuna Bürglen  | 25-14, 25-15, 17-25, 22-25, 16-14 |
| 16 settembre 2016 Neue Turnhalle, Murten Durata: - Spettatori:               | Murten           | 0 - 3 | Thun             | 22-25, 23-25, 18-25               |
| 18 settembre 2016 Mehrzweckhalle Paradiesli 1, Aarburg Durata: - Spettatori: | Aarburg/Zofingen | 0 - 3 | Mutschellen      | 14-25, 9-25, 19-25                |
| 21 settembre 2016 Wasgenring, Basilea Durata: - Spettatori:                  | Basel-Stadt      | 1 - 3 | Allschwil        | 20-25, 25-19, 22-25, 12-25        |
| 22 settembre 2016 Turnhalle Spiegel, Spiegel Durata: - Spettatori:           | Volleyliebefeld  | 0 - 3 | Langenthal       | 21-25, 22-25, 22-25               |
| 22 settembre 2016 Steg 1/Steg 2, Pfäffikon Durata: - Spettatori:             | Pfäffikon        | 2 - 3 | Chur             | 26-24, 15-25, 14-25, 25-17, 9-15  |
| 25 settembre 2016 OZ Grünau, Wittenbach Durata: - Spettatori:                | Wittenbach       | 1 - 3 | Untervaz         | 31-29, 22-25, 17-25, 18-25        |
| 27 settembre 2016 Kriegacker, Muttenz Durata: - Spettatori:                  | Muttenz          | 0 - 3 | Obwalden         | 13-25, 10-25, 14-25               |
| 27 settembre 2016 Bahnhofhalle, Lucerna Durata: - Spettatori:                | VC Lucerna       | 3 - 0 | Gelterkinden     | 25-9, 25-12, 25-16                |
| 28 settembre 2016 MPS, Siebnen Durata: - Spettatori:                         | March            | 0 - 3 | Tornado Adliswil | 15-25, 26-28, 24-26               |
| 28 settembre 2016 Grand-Vennes, Losanna Durata: - Spettatori:                | Cosmos           | 3 - 0 | Lancy            | 25-15, 25-22, 25-21               |
| 29 settembre 2016 MZH Engelwies, San Gallo Durata: - Spettatori:             | San Gallo        | 2 - 3 | Goldach          | 26-28, 25-23, 25-18, 16-25, 12-15 |
| 30 settembre 2016 Kantonsschule Wiedikon, Zurigo Durata: - Spettatori:       | Wiedikon         | 1 - 3 | Spada Academica  | 25-21, 25-27, 17-25, 13-25        |
| 30 settembre 2016 Sporthalle Baldegg, Baldegg Durata: - Spettatori:          | Hochdorf Audacia | 0 - 3 | Windisch         | 12-25, 15-25, 18-25               |
| 1º ottobre 2016 Athletik Zentrum St. Gallen, San Gallo Durata: - Spettatori: | Appenzell-Gonten | 3 - 0 | Rämi Zurigo      | 25-20, 25-16, 25-18               |
| 1º ottobre 2016 Lycée Collège Planta 2, Sion Durata: - Spettatori:           | Sion             | 3 - 0 | Neuchâtel        | 25-20, 25-16, 25-20               |
| 2 ottobre 2016 99er-Sporthalle be, Therwil Durata: - Spettatori:             | Therwil          | 3 - 0 | Los Unidos       | 25-0, 25-0, 25-0                  |

### Secondo turno
| 23 settembre 2016 Sporthalle Zug, Zugo Durata: - Spettatori:               | Zug               | 2 - 3 | Emmen-Nord       | 20-25, 18-25, 25-18, 25-21, 15-17 |
| 24 settembre 2016 Turnhalle OMS, Brig Durata: - Spettatori:                | Herren Oberwallis | 3 - 1 | La Côte          | 25-18, 17-25, 25-18, 25-19        |
| 2 ottobre 2016 99er-Sporthalle, Therwil Durata: - Spettatori:              | Therwil           | 0 - 3 | Kanti Baden      | 13-25, 16-25, 18-25               |
| 2 ottobre 2016 Burkertsmatt, Widen Durata: - Spettatori:                   | Mutschellen       | 0 - 3 | Traktor Basilea  | 14-25, 16-25, 16-25               |
| 3 ottobre 2016 Chapf 1, Windisch Durata: - Spettatori:                     | Windisch          | 3 - 0 | Ebikon           | 25-17, 25-12, 25-17               |
| 5 ottobre 2016 Sporthalle Rietacker, Seuzach Durata: - Spettatori:         | Seuzach           | 0 - 3 | Appenzell-Gonten | 17-25, 17-25, 16-25               |
| 6 ottobre 2016 Baseltor, Soletta Durata: - Spettatori:                     | Solothurn         | 0 - 3 | Papiermühle      | 12-25, 16-25, 16-25               |
| 6 ottobre 2016 Vereinshalle Sarnen, Sarnen Durata: - Spettatori:           | Obwalden          | 3 - 1 | Allschwil        | 22-25, 25-21, 25-14, 25-14        |
| 6 ottobre 2016 Bachfeld, Goldach Durata: - Spettatori:                     | Goldach           | 2 - 3 | Spada Academica  | 25-27, 15-25, 25-23, 25-16, 9-15  |
| 6 ottobre 2016 Hofern, Adliswil Durata: - Spettatori:                      | Tornado Adliswil  | 0 - 3 | Wetzikon         | 11-25, 21-25, 14-25               |
| 8 ottobre 2016 Breite, Bütschwil Durata: - Spettatori:                     | Bütschwil         | 0 - 3 | Wil              | 19-25, 27-29, 28-30               |
| 9 ottobre 2016 Mehrzweckhalle, Aeschi Durata: - Spettatori:                | Aeschi            | 3 - 1 | Spiez            | 23-25, 25-14, 25-22, 25-21        |
| 13 ottobre 2016 Grand-Vennes, Losanna Durata: - Spettatori:                | Cosmos            | 3 - 0 | Losanna          | 25-17, 25-12, 25-22               |
| 13 ottobre 2016 Bahnhofhalle, Lucerna Durata: - Spettatori:                | VC Lucerna        | 3 - 1 | Buochs           | 27-25, 25-17, 15-25, 25-21        |
| 14 ottobre 2016 Châteauneuf, Sion Durata: - Spettatori:                    | Sion              | 3 - 1 | Courtételle      | 25-13, 25-14, 24-26, 25-20        |
| 15 ottobre 2016 Gymer, Langenthal Durata: - Spettatori:                    | Langenthal        | 1 - 3 | Muristalden      | 21-25, 25-16, 15-25, 18-25        |
| 16 ottobre 2016 Salle Polyvalente, Fully Durata: - Spettatori:             | Fully             | 3 - 2 | Nidau            | 25-15, 20-25, 25-21, 23-25, 15-12 |
| 16 ottobre 2016 Sporthalle AARfit, Aarberg Durata: - Spettatori:           | Volero Aarberg    | 1 - 3 | STB              | 27-25, 17-25, 16-25, 24-26        |
| 16 ottobre 2016 Gymnase Bois-Noir, La Chaux-de-Fonds Durata: - Spettatori: | La Chaux-de-Fonds | 3 - 1 | Yverdon          | 19-25, 25-7, 25-14, 25-21         |
| 16 ottobre 2016 Mehrzweckhalle, Untervaz Durata: - Spettatori:             | Untervaz          | 0 - 3 | Andwil-Arnegg    | 17-25, 15-25, 14-25               |
| 16 ottobre 2016 Sportanlage Sand, Coira Durata: - Spettatori:              | Chur              | 0 - 3 | Kreuzlingen      | 11-25, 19-25, 20-25               |

### Terzo turno
| 21 ottobre 2016 Châteauneuf, Sion Durata: - Spettatori:                      | Sion              | 0 - 3 | Cosmos           | 10-25, 17-25, 15-25              |
| 24 ottobre 2016 Vereinshalle Sarnen, Sarnen Durata: - Spettatori:            | Obwalden          | 3 - 0 | Spada Academica  | 25-21, 25-21, 25-18              |
| 24 ottobre 2016 Chapf 1, Windisch Durata: - Spettatori:                      | Windisch          | 3 - 1 | Appenzell-Gonten | 25-18, 25-22, 17-25, 25-22       |
| 26 ottobre 2016 Mehrzweckhalle Drei Höfe, Heinrichswil Durata: - Spettatori: | Aeschi            | 0 - 3 | STB              | 20-25, 21-25, 14-25              |
| 27 ottobre 2016 Kantonsschule 2, Baden Durata: - Spettatori:                 | Kanti Baden       | 3 - 0 | Uster            | 25-19, 25-17, 25-19              |
| 27 ottobre 2016 Turnhalle Remisberg, Kreuzlingen Durata: - Spettatori:       | Kreuzlingen       | 3 - 1 | Emmen-Nord       | 20-25, 25-21, 25-19, 32-30       |
| 30 ottobre 2016 Campus Muristalden, Berna Durata: - Spettatori:              | Muristalden       | 0 - 3 | Delémont         | 13-25, 15-25, 19-25              |
| 30 ottobre 2016 Sportzentrum Pfaffenholz, Saint-Louis Durata: - Spettatori:  | Traktor Basilea   | 3 - 0 | Andwil-Arnegg    | 25-20, 25-20, 26-24              |
| 30 ottobre 2016 Bahnhofhalle, Lucerna Durata: - Spettatori:                  | VC Lucerna        | 3 - 1 | Wil              | 30-28, 23-25, 25-20, 25-21       |
| 30 ottobre 2016 Gymnase Bois-Noir, La Chaux-de-Fonds Durata: - Spettatori:   | La Chaux-de-Fonds | 0 - 3 | Papiermühle      | 13-25, 22-25, 22-25              |
| 30 ottobre 2016 Sporthalle BBZ, Willisau Durata: - Spettatori:               | FC Lucerna        | 3 - 1 | Lunkhofen        | 25-17, 21-25, 25-17, 25-22       |
| 30 ottobre 2016 Sporthalle Schadau, Thun Durata: - Spettatori:               | Thun              | 2 - 3 | Fully            | 20-25, 25-21, 16-25, 25-20, 9-15 |

### Quarto turno
| 2 novembre 2016 Grand-Vennes, Losanna Durata: - Spettatori:                | Cosmos            | 3 - 0 | STB         | 25-23, 25-18, 25-20               |
| 7 novembre 2016 Chapf 1, Windisch Durata: - Spettatori:                    | Windisch          | 0 - 3 | VC Lucerna  | 15-25, 15-25, 24-26               |
| 10 novembre 2016 Doppelturnhalle Säli, Lucerna Durata: - Spettatori:       | FC Lucerna        | 1 - 3 | Kreuzlingen | 21-25, 25-19, 25-27, 20-25        |
| 11 novembre 2016 BFO, Brig Durata: - Spettatori:                           | Herren Oberwallis | 2 - 3 | Fully       | 25-23, 26-24, 17-25, 21-25, 14-16 |
| 13 novembre 2016 Margarethen, Basilea Durata: - Spettatori:                | Traktor Basilea   | 3 - 0 | Kanti Baden | 28-26, 25-12, 29-27               |
| 13 novembre 2016 Ecole de Culture Générale, Delémont Durata: - Spettatori: | Delémont          | 2 - 3 | Papiermühle | 25-19, 25-13, 17-25, 15-25, 4-15  |
| 13 novembre 2016 Vereinshalle Sarnen, Sarnen Durata: - Spettatori:         | Obwalden          | 1 - 3 | Wetzikon    | 14-25, 13-25, 25-22, 18-25        |

### Quinto turno
| 20 novembre 2016 Zimmerberghalle, Beringen Durata: - Spettatori:        | Klettgau           | 1 - 3 | Lutry-Lavaux     | 20-25, 23-25, 25-23, 19-25        |
| 27 novembre 2016 Turnhalle Remisberg, Kreuzlingen Durata: - Spettatori: | Kreuzlingen        | 3 - 1 | Traktor Basilea  | 24-26, 25-17, 25-20, 25-16        |
| 27 novembre 2016 Salle du Croset, Ecublens Durata: - Spettatori:        | Cosmos             | 3 - 1 | Fully            | 25-13, 25-16, 22-25, 25-15        |
| 27 novembre 2016 Primarschule, Oberdiessbach Durata: - Spettatori:      | Oberdiessbach      | 2 - 3 | Malters          | 18-25, 25-20, 21-25, 25-21, 12-15 |
| 27 novembre 2016 Sekundarschule, Münchenbuchsee Durata: - Spettatori:   | Münchenbuchsee     | 3 - 1 | Smash Winterthur | 25-16, 22-25, 25-23, 25-23        |
| 27 novembre 2016 Doppelturnhalle Säli, Lucerna Durata: - Spettatori:    | VC Lucerna         | 3 - 2 | Züri Unterland   | 25-17, 11-25, 25-19, 18-25, 15-12 |
| 27 novembre 2016 Sportanlage Im Birch, Zurigo Durata: - Spettatori:     | Voléro Zurigo      | 0 - 3 | Uni Berna        | 21-25, 14-25, 23-25               |
| 27 novembre 2016 Salles Ecole des Racettes, Onex Durata: - Spettatori:  | Servette           | 1 - 3 | Colombier        | 25-22, 13-25, 19-25, 15-25        |
| 27 novembre 2016 Sporthalle Hofstatt, Kaisten Durata: - Spettatori:     | Laufenburg-Kaisten | 3 - 1 | Laufen           | 25-21, 23-25, 25-21, 25-21        |

### Sesto turno
| 4 dicembre 2016 KZO, Wetzikon Durata: - Spettatori:                           | Wetzikon     | 1 - 3 | Papiermühle        | 25-17, 18-25, 19-25, 12-25 |
| 11 dicembre 2016 Turnhalle Remisberg, Kreuzlingen Durata: - Spettatori:       | Kreuzlingen  | 3 - 1 | Malters            | 23-25, 27-25, 25-22, 25-23 |
| 11 dicembre 2016 Salle du Croset, Ecublens Durata: - Spettatori:              | Cosmos       | 0 - 3 | Uni Berna          | 20-25, 14-25, 23-25        |
| 11 dicembre 2016 Centre scolaire des Mûriers, Colombier Durata: - Spettatori: | Colombier    | 3 - 0 | Laufenburg-Kaisten | 25-22, 25-16, 25-20        |
| 11 dicembre 2016 CSC, La Conversion-Corsy Durata: - Spettatori:               | Lutry-Lavaux | 3 - 0 | Olten              | 25-19, 25-23, 25-14        |

### Ottavi di finale
| 8 gennaio 2017 Turnhalle Remisberg, Kreuzlingen Durata: - Spettatori:       | Kreuzlingen    | 3 - 1 | Lutry-Lavaux | 25-23, 22-25, 25-19, 25-23        |
| 8 gennaio 2017 Halle Altikofen, Ittigen Durata: - Spettatori:               | Papiermühle    | 0 - 3 | Uni Berna    | 21-25, 15-25, 22-25               |
| 8 gennaio 2017 Sporthalle Buchholz, Glarus Durata: - Spettatori:            | Näfels         | 3 - 1 | Schönenwerd  | 27-25, 25-20, 21-25, 25-21        |
| 8 gennaio 2017 Halle Altikofen, Ittigen Durata: - Spettatori:               | Münchenbuchsee | 0 - 3 | Losanna UC   | 11-25, 17-25, 15-25               |
| 8 gennaio 2017 Centre scolaire des Mûriers, Colombier Durata: - Spettatori: | Colombier      | 3 - 0 | Einsiedeln   | 25-21, 25-19, 25-22               |
| 8 gennaio 2017 Bahnhofhalle, Lucerna Durata: - Spettatori:                  | VC Lucerna     | 0 - 3 | Chênois      | 13-25, 19-25, 19-25               |
| 8 gennaio 2017 Grünfeld Sportcenter, Jona Durata: - Spettatori:             | Jona           | 2 - 3 | Top Lucerna  | 28-26, 20-25, 12-25, 25-10, 17-19 |

### Quarti di finale
| 29 gennaio 2017 Turnhalle Remisberg, Kreuzlingen Durata: - Spettatori: | Kreuzlingen | 0 - 3 | Colombier   | 19-25, 17-25, 21-25        |
| 29 gennaio 2017 Sporthalle ZSSW, Berna Durata: - Spettatori:           | Uni Berna   | 0 - 3 | Chênois     | 21-25, 15-25, 19-25        |
| 29 gennaio 2017 Linthalle SGU, Näfels Durata: - Spettatori:            | Näfels      | 3 - 1 | Top Lucerna | 25-15, 25-18, 22-25, 25-16 |
| 29 gennaio 2017 Centre Sportif Dorigny, Losanna Durata: - Spettatori:  | Losanna UC  | 1 - 3 | Amriswil    | 25-16, 19-25, 22-25, 23-25 |

### Semifinali
| 12 febbraio 2017 Centre scolaire des Mûriers, Colombier Durata: - Spettatori: | Colombier | 0 - 3 | Amriswil | 18-25, 17-25, 16-25        |
| 12 febbraio 2017 Centre Sportif Sous-Moulin, Thônex Durata: - Spettatori:     | Chênois   | 1 - 3 | Näfels   | 20-25, 13-25, 26-24, 22-25 |

### Finale
| 1º aprile 2017 St.-Léonard-Halle, Friburgo Durata: h: - Spettatori: 2 750 | Amriswil | 3 - 1 | Näfels | 23-25, 25-21, 25-13, 25-15 |